# Athalia rosae
Espèce
Athalia rosae (la tenthrède de la rave) est une espèce d'insectes hyménoptères de la famille des Tenthredinidae.
Le séquençage du génome d'Athalia rosae, long de 280 MBp, est en cours dans le cadre du projet i5K. Ce projet, lancé en 2011, regroupe plusieurs laboratoires de recherches internationaux dans le but de séquencer le génome de 5 000 espèces d'insectes en cinq ans.

## Liste des sous-espèces
Selon NCBI (17 sept. 2013) :
- sous-espèce Athalia rosae rosae
- sous-espèce Athalia rosae ruficornis